# Cidlina (Třebíči járás)
Cidlina település Csehországban, a Třebíči járásban. Cidlina Štěměchy, Želetava, Čáslavice, Lesonice, Římov és Babice településekkel határos. Lakosainak száma 98 fő (2024. január 1.).

## Népesség
A település lakosságának változását az alábbi diagram mutatja:
| Lakosok száma | 218  | 258  | 225  | 186  | 155  | 117  | 85   | 83   | 81   | 98   |
|               | 1869 | 1890 | 1921 | 1950 | 1980 | 2001 | 2017 | 2019 | 2022 | 2024 |